# Aurora Orion UAV
Aurora Orion UAV je dvoumotorový, bezpilotní průzkumný letoun s charakteristikami MALE (Medium Altitude, Long Endurance). Letoun se vyznačuje střední operační výškou letu a dlouhou vytrvalostí. Letoun je vyvíjen společností Aurora Flight Sciences. Letoun se účastní projektu Big Safari organizovaného Air Force Research Laboratory.

## Letové testy
5. prosince 2014 se podařilo letounu vytvořit neoficiální rekord ve vytrvalosti letu 80 hodin, přičemž letounu během přistání zbývalo ještě palivo na dalších přibližně 37 hodin letu.

## Specifikace
Parametry letounu:

### Technické údaje
- Posádka: 0
- Rozpětí: 40 m (132 stop)
- Délka: 15 m (50 stop)
- Výška:
- Nosná plocha:
- Hmotnost prázdného stroje:
- Vzletová hmotnost: 5 080 kg (11200 liber)
- Pohonná jednotka: 2x Austro AE 300 o společném výkonu 123 kW[2]

### Výkony
- Maximální rychlost: 222 km/h (120 knots)
- Cestovní rychlost: 157 km/h (85 knots)
- Pádová rychlost:
- Dolet:
  - Akční rádius (s vytrvalostí 24h): 6 437 km (4 000 mil)
  - Maximální dolet (přeletová vzdálenost): 24 140 km (15 000 mil)
- Dostup: 9 144 m (30000 stop)
- Vytrvalost:
  - 120 hodin v bezprostřední blízkosti základny s vybavením o hmotnosti (1000 liber).
  - 114 hodin ve vzdálenosti 804 km (500 mil) od základny.
  - 51 hodin ve vzdálenosti 4 828 km (3 000 mil) od základny.
  - 24 hodin ve vzdálenosti 6 437 km (4 000 mil) od základny.
- Zátěž křídel:
- Tah/Hmotnost:

### Výzbroj
- Přístrojové vybavení (senzory) o hmotnosti až 1 179 kg (2 600 liber).